# Anopheles belenrae
Anopheles belenrae är en tvåvingeart som beskrevs av Rueda 2005. Anopheles belenrae ingår i släktet Anopheles och familjen stickmyggor.
Artens utbredningsområde är Sydkorea. Inga underarter finns listade i Catalogue of Life.